# Umaghlesi Liga 2013/2014
Umaghlesi Liga 2013/2014 (georgiska: უმაღლესი ლიგა 2013-2014) var den 25:e säsongen av Umaghlesi Liga, Georgiens högsta liga i fotboll för herrar. Säsongen inleddes lördagen den 10 augusti 2013 och avslutades i maj 2014. Inför säsongen var Dinamo Tbilisi regerande mästare, vilket de återupprepade denna säsong genom att vinna ligan. På grund av att ligan 2014/2015 utökats till 16 klubbar istället för 12 flyttades inga lag ner.

## Klubbar
Säsongen 2012/2013 vanns av Dinamo Tbilisi som därmed spelade i Champions League. De två lag som slutade sist i tabellen flyttades ner: FK Kolcheti-1913 Poti som spelat i ligan sedan säsongen 2010/2011 samt Dinamo Batumi som bara hann spela en säsong i ligan. Samtidigt flyttades två klubbar upp från Pirveli Liga. Guria Lantjchuti vann grupp A och flyttades upp tillsammans med Spartaki Tschinvali från grupp B.
| Klubb               | Plats      | Hemmaplan                     | Publikkapacitet |
| ------------------- | ---------- | ----------------------------- | --------------- |
| Baia Zugdidi        | Zugdidi    | Gulia Tutberidze-stadion      | 5 000           |
| Dinamo Tbilisi      | Tbilisi    | Boris Paitjadze-stadion       | 54 549          |
| Dila Gori           | Gori       | Tengiz Burdzjanadze-stadion   | 5 000           |
| FK Zestaponi        | Zestaponi  | Davit Abasjidze Stadion       | 4 600           |
| Guria Lantjchuti    | Lantjchuti | Evgrapi Sjevardnadze-stadion  | 22 000          |
| Merani Martvili     | Martvili   | Tsentraluri stadioni Martvili | 2 000           |
| Metalurgi Rustavi   | Rustavi    | Poladi-stadion                | 6 000           |
| Sioni Bolnisi       | Bolnisi    | Tamaz Stepania-stadion        | 3 000           |
| Spartaki Tschinvali | Tbilisi    | Micheil Meschi-stadion        | 25 453          |
| Tjichura Satjchere  | Satjchere  | Dzveli stadioni               | 2 040           |
| Torpedo Kutaisi     | Kutaisi    | Givi Kiladze-stadion          | 14 700          |
| WIT Georgia         | Tbilisi    | Mtscheta Parki                | 2 000           |

## Statistik

### Tabeller

#### Grundomgången
Grundomgångens första omgång spelades den 10 augusti 2013 och den avslutades den 16 mars 2014. 
| Nr | Lag                 | S  | V  | O | F  | GM | IM | MS  | P  |
| -- | ------------------- | -- | -- | - | -- | -- | -- | --- | -- |
| 1  | Dinamo Tbilisi      | 22 | 15 | 3 | 4  | 51 | 17 | +34 | 48 |
| 2  | FK Zestaponi        | 22 | 12 | 4 | 6  | 30 | 15 | +15 | 40 |
| 3  | Tjichura Satjchere  | 22 | 11 | 5 | 6  | 40 | 33 | +7  | 38 |
| 4  | FK Sioni Bolnisi    | 22 | 9  | 6 | 7  | 27 | 23 | +4  | 33 |
| 5  | Metalurgi Rustavi   | 22 | 9  | 6 | 7  | 26 | 25 | +1  | 33 |
| 6  | Guria Lantjchuti    | 22 | 11 | 0 | 11 | 25 | 29 | −4  | 33 |
| 7  | Dila Gori           | 22 | 8  | 8 | 6  | 28 | 22 | +6  | 32 |
| 8  | WIT Georgia         | 22 | 8  | 5 | 9  | 28 | 29 | −1  | 29 |
| 9  | Torpedo Kutaisi     | 22 | 8  | 5 | 9  | 24 | 30 | −6  | 29 |
| 10 | Spartaki Tschinvali | 22 | 6  | 2 | 14 | 19 | 32 | −13 | 20 |
| 11 | Baia Zugdidi        | 22 | 5  | 5 | 12 | 12 | 30 | −18 | 20 |
| 12 | Merani Martvili     | 22 | 4  | 3 | 15 | 16 | 41 | −25 | 15 |

#### Mästarslutspel
De sex lag som slutat på de sex första platserna i tabellen efter grundserien spelade om ligatiteln i ett mästarslutspel. I slutspelet spelade samtliga klubbar mot varandra två gånger, det vill säga en gång på hemmaplan och en gång på bortaplan. Efter sista matchen korades segraren. Till slutspelet tog klubbarna med sig poängen från grundserien vilket innebär att den klubb som låg sexa i tabellen gjorde det även i mästarslutspelet och den klubb som vann grundserien även ledde slutspelsserien. Serien började spelas den 25 mars och avslutades med sista omgången den 17 maj 2014.
| Nr | Lag                | S  | V  | O | F  | GM | IM | MS  | P  |
| -- | ------------------ | -- | -- | - | -- | -- | -- | --- | -- |
| 1  | Dinamo Tbilisi     | 32 | 21 | 5 | 6  | 67 | 23 | +44 | 68 |
| 2  | FK Zestaponi       | 32 | 19 | 5 | 8  | 48 | 23 | +25 | 62 |
| 3  | FK Sioni Bolnisi   | 32 | 16 | 7 | 9  | 41 | 33 | +8  | 55 |
| 4  | Tjichura Satjchere | 32 | 13 | 7 | 12 | 56 | 50 | +6  | 46 |
| 5  | Metalurgi Rustavi  | 32 | 13 | 6 | 13 | 35 | 40 | −5  | 45 |
| 6  | Guria Lantjchuti   | 32 | 12 | 0 | 20 | 31 | 53 | −22 | 36 |

#### Nedflyttningsslutspel
De 6 klubbar som avslutat grundserien på den nedre halvan av tabellen spelade en ny serie om att undvika nedflyttning till Pirveli Liga. De två klubbar som slutade sist i tabellen skulle ursprungligen flyttas ned till Pirveli Liga. På grund av en serieomläggning 2014/2015 blev så inte fallet. Klubbarna behöll sina poäng från grundserien när de gick in i nedflyttningsslutspelet. Serien spelades i princip parallellt med mästarslutspelet, det vill säga mellan 26 mars och 17 maj 2014.
| Nr | Lag                 | S  | V  | O | F  | GM | IM | MS  | P  |
| -- | ------------------- | -- | -- | - | -- | -- | -- | --- | -- |
| 1  | Torpedo Kutaisi     | 32 | 14 | 6 | 12 | 43 | 44 | −1  | 48 |
| 2  | WIT Georgia         | 32 | 13 | 6 | 13 | 41 | 45 | −4  | 45 |
| 3  | Dila Gori           | 32 | 11 | 8 | 13 | 44 | 36 | +8  | 41 |
| 4  | Spartaki Tschinvali | 32 | 12 | 4 | 16 | 33 | 38 | −5  | 40 |
| 5  | Baia Zugdidi        | 32 | 10 | 6 | 16 | 26 | 42 | −16 | 36 |
| 6  | Merani Martvili     | 32 | 6  | 4 | 22 | 21 | 60 | −39 | 22 |